# Сумеречный американский стриж
Сумеречный американский стриж (лат. Cypseloides senex) — вид птиц семейства стрижиных. Крупный крепкий стриж с длинными широкими крыльями и усечённым или слегка закруглённым хвостом. Оперение тёмное с более светлой головой и почти белыми пятнами на лбу, подбородке и уздечке. Сумеречный американский стриж обитает в тропических лесах около водопадов на севере Южной Америки.
Вид был описан Конрадом Якобом Темминком в 1826 году. Международный союз орнитологов относит вид к роду американских стрижей и не выделяет подвидов.

## Описание
Крупный стриж с телом длиной 18 см; длина крыла составляет 16 см, хвоста — 4,6 см. По данным HBW Alive, масса сумеречного американского стрижа составляет 60—98 г; Neotropical Birds Online приводит показатели 56—80 г для Бразилии и 86,1—110 г для Аргентины. Сумеречный американский стриж является одним из самых крупных представителей рода американских стрижей. Для него характерны крепкое телосложение, длинные широкие крылья (хотя менее длинные и широкие, чем у других стрижей) и усечённый или слегка закруглённый хвост.
Оперение коричневое. Спина тёмная, бока немного светлее, голова ещё светлее (шоколадно-коричневая), перья на лбу, подбородке и уздечке почти белые. Рулевые перья и большинство кроющих перьев крыла окрашены равномерно в черновато-коричневый цвет, кончики крупных кроющих перьев крыла светлее. Первостепенные маховые перья черновато-коричневые, на внутренних первостепенных и второстепенных маховых перьях светлые кончики, особенно заметные с внутренней стороны, внутренняя поверхность перьев крыла лишь слегка светлее внешней и крупных кроющих. У молодых птиц кроющие перья в центральной части более светлые.
Сумеречные американские стрижи издают короткие звуковые сигналы «tik» или «tip». Вокализация часто повторяется и сливается в короткую трещотку «tik…tik…tik…trrrrrr…churrrrrr», напоминающую таковую у представителей рода амазонских погонышей (Laterallus) семейства пастушковых. По другим описаниям, звуковой сигнал представляет собой повторяющийся «ti-ti-ti», который завершается «tirr-tshaarr».

### Схожие виды
Тёмный американский стриж (Cypseloides fumigatus) имеет меньшие размеры и более равномерный окрас; оперение его головы заметно темнее, чем у сумеречного американского стрижа. В Бразилии это единственный вид, схожий с сумеречным американским стрижом, при этом отличить эти виды в полёте, по мнению Самуэля Лопеса Оливейры (англ. Samuel Lopes Oliveira), крайне тяжело. Ошейниковый (Streptoprocne zonaris) и щитоносный (Streptoprocne biscutata) американские стрижи крупнее сумеречного. У них более тёмное оперение и заметный белый воротник. Хвост ошейникового американского стрижа имеет небольшой, но заметный разрез.
Некоторые учёные утверждают о близком родстве сумеречного американского стрижа и красношейного американского стрижа (Streptoprocne rutila), однако ареалы этих двух видов не пересекаются.

### Полёт
У сумеречного американского стрижа неровный полёт, менее красивый и быстрый, чем у других стрижей. Птицы проводят в воздухе весь день, а на ночь устраиваются за водопадами, образуя скопления численностью в несколько сотен особей. Йозеф Хельмут Райххольф отмечал, что поведение стрижей, когда сотни птиц вечером появляются из ниоткуда и одна за другой устремляются в толщу водопада, выглядит «суицидальным». Утром они подобным образом вылетают из своего укрытия и улетают на весь день.
Райххольф, рассуждая о способности птиц пролетать через толщу воды, рассматривал условия в Южной Америке в плейстоцене. Он полагал, что в это время территория была в основном засушливой и пересекалась редкими водными потоками с заметно более слабыми водопадами, а полёты за кормом были более продолжительными. Именно этим учёный объясняет большое отношение массы тела к его размерам у сумеречного американского стрижа по сравнению с остальными представителями рода американских стрижей (Cypseloides). Дополнительная масса тела позволяет птицам впадать в оцепенение в холодных пещерах в ночное время. Со временем тропический климат стал более влажным, но птицы уже научились летать под дождём и в шторм, а также преодолевать падающие водные потоки.

## Распространение

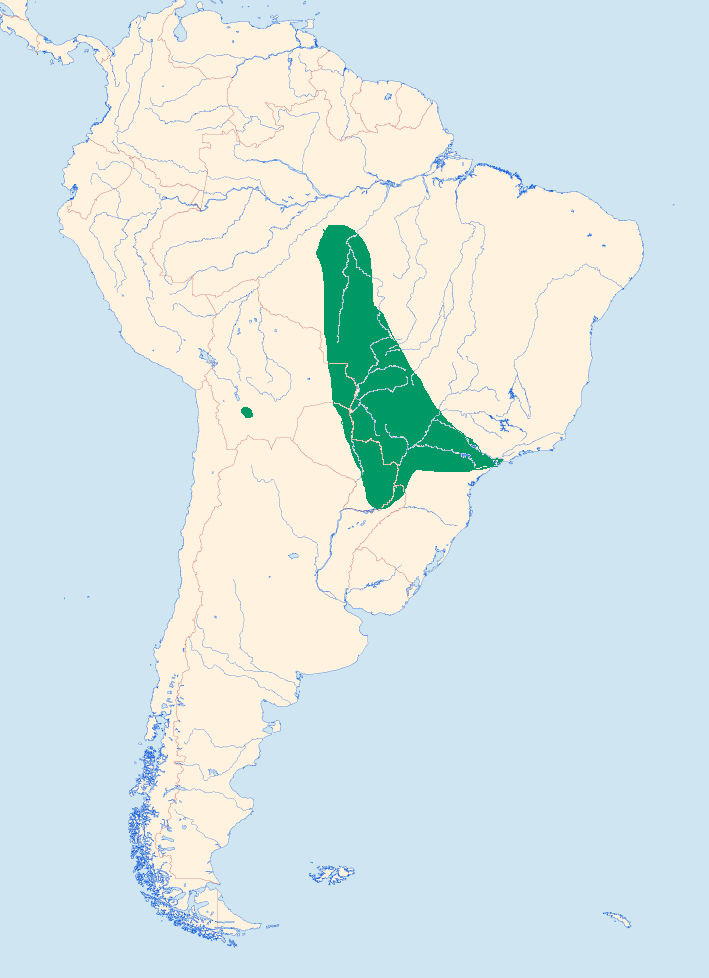
Ареал сумеречного американского стрижа

Сумеречный американский стриж обитает в центральной и южной частях Бразилии, на востоке Парагвая, на северо-востоке Аргентины и на северо-востоке Боливии. Площадь ареала составляет 2 980 000 км². Основной средой обитания являются тропические вечнозелёные леса, умеренные леса и вторичные кустарники. Птицы этого вида предпочитают селиться около водопадов на высоте до 1000 м над уровнем моря. В Боливии был отмечен на высоте 180 м. В Бразилии водопады, в которых обитают стрижи, называют Cachoeiras das andorinhas (с порт. — «ласточкины водопады»).
HBW Alive и Neotropical Birds Online отмечают, что сумеречный американский стриж ведёт оседлый образ жизни. Если верны наблюдения в окрестностях Икитос в Перу, то, возможно, имеет место миграция этих птиц через экватор. По данным Международного союза охраны природы, птицы совершают полноценные миграции.
Международный союз охраны природы относит сумеречного американского стрижа к видам, вызывающим наименьшие опасения (LC), и считает его численность стабильной. Вид широко распространён в пределах своего ареала. В большом количестве гнездится у водопадов Игуасу на границе Бразилии и Аргентины, встречается в национальном парке Ноэль-Кемпфф-Меркадо в Боливии, национальном парке  Ибикуи и частных заповедниках в Парагвае, национальном парке Серра-да-Канастра в Бразилии. Вместе с тем, в Парагвае встречается крайне редко. Наблюдения в Боливии, в департаменте Санта-Крус, могут быть связаны с гнездовыми колониями, которые по состоянию на 2017 год не удалось обнаружить. Одна из гнездовых колоний была обнаружена в 2015 году в штате Сеара на северо-востоке Бразилии, в 700 км от ближайшей из всех известных до этого гнездовых колоний сумеречного американского стрижа. Остаётся неясным, заселили ли сумеречные американские стрижи этот регион недавно или ранее просто не были здесь корректно идентифицированы.
Самуэль Лопес Оливейра полагает, что на численность вида оказывает влияние строительство дамб, которое может привести к затоплению некоторых водопадов, подходящих для создания гнездовых колоний. По мнению учёного, четыре дамбы, построенные в долине реки Уругвай, привели к почти полному исчезновению гнёзд сумеречного американского стрижа в регионе.

## Питание
Сумеречный американский стриж питается насекомыми над пологом леса недалеко от мест ночлега и гнездования. Часто образует смешанные стаи с ошейниковым американским стрижом. Как и другие стрижи, насекомых ловит в полёте.
Рацион изучен слабо. Содержимое трёх желудка птиц из Бразилии включало представителей семейств зерновки (Bruchiadae), жужелицы (Carabidae), листоеды (Chrysomelidae), долгоносики (Curculionidae), блестянки (Nitidulidae), стафилиниды (Staphylinidae), чернотелки (Tenebrionidae) отряда жесткокрылые (Coleoptera), двукрылые (Diptera), полужесткокрылые (Hemiptera), равнокрылые (Homoptera) и семейств муравьи (Formicidae), ихневмоноидные наездники (Ichneumonoidea) отряда перепончатокрылые (Hymenoptera).

## Размножение

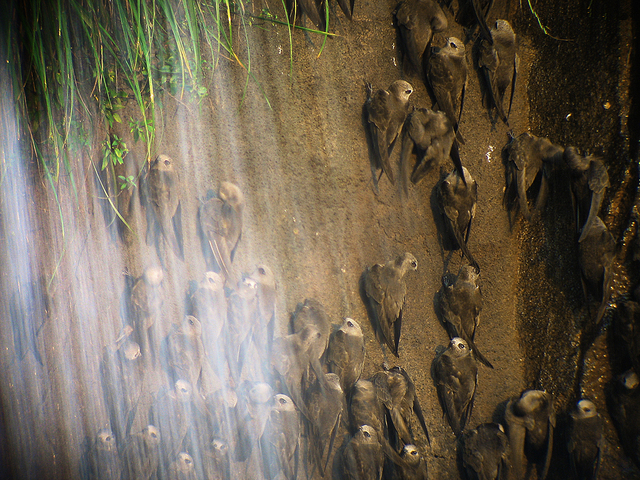
Сумеречные американские стрижи за водопадом

Сумеречный американский стриж образует гнездовые колонии. Скорее всего, как и у других подобных птиц, его территориальное поведение ограничивается непосредственно окрестностями гнезда. Предположительно, птицы моногамны.
Гнездо сумеречного американского стрижа представляет собой конус из мха и мелких камушков, скреплённый грязью. Птицы строят гнёзда на выступах скал около водопадов или за ними, иногда под прямыми солнечными лучами. Маленькие птенцы покрыты густым пухом, призванным сохранять тепло. Вылетая из гнезда в первый раз, птенцу необходимо преодолеть толщу воды — действие, которому невозможно научиться.
Информация о репродуктивном возрасте сумеречного американского стрижа и об его продолжительности жизни отсутствует. Известно о том, что на сумеречных американских стрижах паразитируют пухопероеды Dennyus malagonensis.

## Систематика
Вид был описан голландским зоологом Конрадом Якобом Темминком в 1826 году. Ранее сумеречного американского стрижа помещали в род Aerornis на основе особой структуры хвоста и лапы. В этот род также включали белоголового американского стрижа (Streptoprocne semicollaris). Такое деление предложил американский орнитолог Джеймс Ли Питерс в 1940 году. Он считал этот род связующим звеном между Streptoprocne и Cypseloides. Лак объединил все три рода в один. Некоторые учёные полагают, что данный вид находится в близком родстве с красношейным американским стрижом (Streptoprocne rutila).
Международный союз орнитологов относит вид к роду американских стрижей (Cypseloides) и не выделяет подвидов.